# Listă de scriitori români - D

## Scriitori români - D
| - Dan, Ioan - Damian, S. - Dărămuș, Nicolae - Davidovici, Doru - Davila, Alexandru - Dăian, Paul - Dănilă, Dan - De Noailles, Anna - Delavrancea, Barbu Ștefănescu - Deneș, Ivan - Densușianu, Ovid - Deva, Alex - Diamandi, Sterie | - Dima, Al. - Dimisianu, Gabriel - Dimov, Leonid - Dinescu, Mircea - Dobrescu, Constantin - Dobrogeanu-Gherea, Constantin - Doinaș, Ștefan Augustin - Dorcescu, Eugen - Dosoftei (Mitropolitul) - Draghici, Marian - Draghincescu, Rodica - Dragomir, Alexandru | - Dragomir, Caius Traian - Dragomirescu Mihail - Dragoș, Nicolae - Dragu Dimitriu, Victoria - Drâmba, Ovidiu - Drumea, Domnica - Duda, Virgil - Druță, Ion - Dugneanu, Paul - Dume, Teodor - Dumitrescu, Aurelian Titu - Dumitrescu, Geo - Dumitriu, Petru - Dună, Teodor - Duda, Virgil |